# Euphorbia appariciana

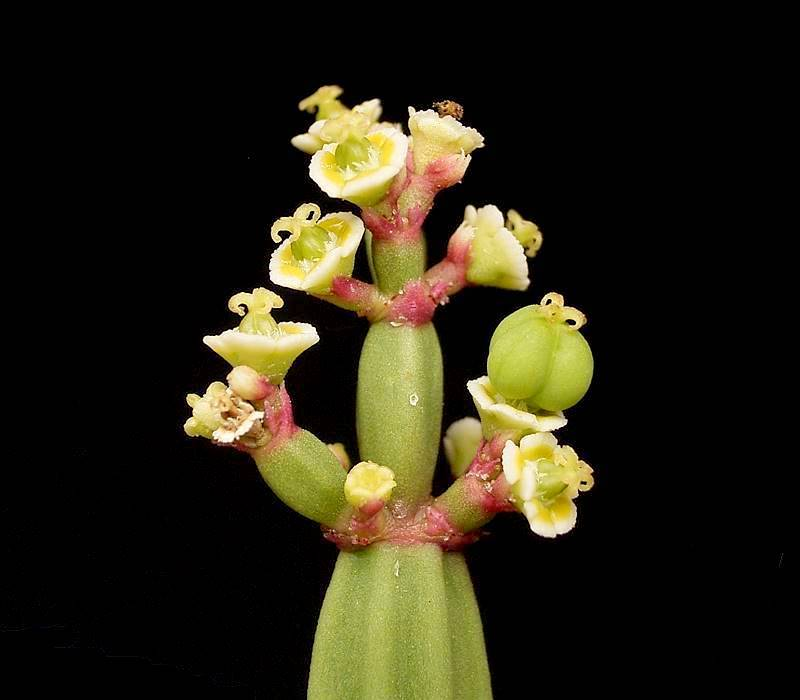
Blüten und eine unreife Frucht

Euphorbia appariciana ist eine Pflanzenart aus der Gattung Wolfsmilch (Euphorbia) in der Familie der Wolfsmilchgewächse (Euphorbiaceae).

## Beschreibung
Die sukkulente Euphorbia appariciana bildet kleine Sträucher bis 20 Zentimeter Höhe aus. Aus einer faserigen Wurzel treiben aus der Basis unregelmäßige Zweige aus, die sich weiter in Wirtel verzweigen. Die sechsrippigen Triebe sind schmutzig grün gefärbt und die bis 4,5 Zentimeter langen Internodien verjüngen sich im Bereich der rötlichen Knoten. Die kurzlebigen Blätter werden etwa 5 Millimeter lang und 2 Millimeter breit.
Es werden einzelne, beinahe sitzende Cyathien ausgebildet, die 3 Millimeter im Durchmesser erreichen. Die Nektardrüsen sind mit sehr kleinen Zähnen an den Rändern ausgestattet. Die stumpf gelappte Frucht wird 4 Millimeter breit und 5 Millimeter lang. Der kugelförmige Samen wird etwa 2 Millimeter groß.

## Verbreitung und Systematik
Euphorbia appariciana ist in Brasilien im Bundesstaat Bahia verbreitet.
Die Erstbeschreibung der Art erfolgte 1989 durch Carlos Toledo Rizzini.